# Archdale
Archdale es una ciudad ubicada en el condado de Randolph y condado de Guilford y en el estado estadounidense de Carolina del Norte. La localidad en el año 2000, tenía una población de 9.014 habitantes en una superficie de 20.3 km², con una densidad poblacional de 444.7 personas por km².

## Geografía
Archdale se encuentra ubicada en las coordenadas 35°54′14″N 79°57′58″O / 35.90389, -79.96611. Según la Oficina del Censo, la localidad tiene un área total de 20,3 km² (7,8 mi²), de la cual 20,3 km² (7,8 mi²) es tierra y 0 km² (0 mi²) (0.0%) es agua.

### Localidades adyacentes
El siguiente diagrama muestra a las localidades en un radio de 20 kilómetros (12,4 mi) de Archdale.

## Demografía
En el 2000 la renta per cápita promedia del hogar era de $41.693, y el ingreso promedio para una familia era de $50.245. El ingreso per cápita para la localidad era de $20.424. En 2000 los hombres tenían un ingreso per cápita de $34.499 contra $24.456 para las mujeres. Alrededor del 5.70% de la población estaba bajo el umbral de pobreza nacional.